# Saint Louis (Seychellen)
Saint Louis ist ein Verwaltungs-Distrikt der Seychellen auf der Insel Mahé. Der Distrikt ist einer der hauptstädtischen Distrikte von Greater Victoria, der flächenmäßig der kleinste Distrikt der Seychellen.

## Geographie

Distrikte der Seychellen

Der Distrikt liegt zentral im Nordwesten der Insel Mahé. Er erstreckt sich entlang der St. Louis Road zwischen dem Stadtzentrum von Victoria und der Westküste bei Beau Vallon, unterhalb des Saint-Louis Hill (150 m) mit den Radiosendern Saint Louis Radio Tower und Victoria Transmitter. Er wird begrenzt von den Distrikten Beau Vallon, Port Glaud und Bel Air. Bel Ombre erstreckt sich von einem gemeinsamen Grenzpunkt nach Westen zur gegenüberliegenden Küste, während es an der Ostecke auch einen Berührungspunkt mit La Rivière Anglaise gibt.
Der Distrikt hat den ISO 3166-2-Code SC-22.